# Shi Zhiyong (sollevatore 1980)
Shi Zhiyong (石智勇S, Shí ZhìyǒngP; Longyan, 10 febbraio 1980) è un ex sollevatore cinese.
Ha gareggiato nelle categorie dei pesi piuma (fino a 62 kg.) e dei pesi leggeri (fino a 69 kg.), diventando campione olimpico, mondiale e asiatico.

## Carriera
Ha vinto la medaglia d'oro olimpica nel sollevamento pesi alle Olimpiadi di Atene 2004, in particolare nella categoria 62 kg maschile.
Nelle sue partecipazioni ai campionati mondiali di sollevamento pesi ha conquistato una medaglia d'oro (2005) e tre medaglie d'argento (2003, 2006 e 2007) in diverse categorie.
Ha preso parte anche alle Olimpiadi di Pechino 2008, terminando fuori classifica per essersi ritirato dopo la prova di strappo, conclusa al 3º posto.
Ha inoltre vinto una medaglia d'argento ai Giochi Asiatici del 2006 e cinque medaglie d'oro ai Campionati asiatici di sollevamento pesi.